# جيسي بينتون فريمونت
كانت جيسي آن بنتون فريمونت (31 مايو 1824 – 27 ديسمبر 1902) كاتبة وناشطة سياسية أمريكية.
ورثت فريمونت شهرتها المبدئية من عائلتها، إذ كانت ابنة سيناتور ميزوري توماس هارت بينتون، وزوجة ضابط الجيش والمستكشف جون سي. فريمونت. كتبت الكثير من القصص التي طُبعت ونُشرت في مجلات شهيرة آنذاك بالإضافة إلى عدة كتب ذات قيمة تاريخية. كانت كتاباتها، التي ساعدت في إعالة عائلتها خلال أوقات الصعوبات المالية، مذكرات زوجها ومذكراتها الخاصة عن الوقت الذي قضياه في الغرب الأمريكي، وقتما كان الغرب تُخمًا غير مألوف.
كانت داعمة كبيرة لزوجها، الذي كان واحدًا من أول سيناتورين عن ولاية كاليفورنيا الأمريكية الجديدة وحاكمًا لإقليم أريزونا، وكانت صريحة في القضايا السياسية وخصمًا حازمًا للعبودية، التي حُظرت أثناء تكوين كاليفورنيا. بحفاظها على مستوًى عالٍ من المشاركة السياسية في فترة كان ذاك فيها غير مؤاتٍ للنساء، أثبتت جيسي بينتون فريمونت أنها سابقة لأوانها.

## نشأتها
وُلدت قُرب ليكسينغتون، فيرجينيا، وكانت ثانية أطفال توماس هارت بينتون (1782 -1858) وإليزابيث ماكدويل (1794 -1845). وُلدت في منزل جدها لأمها، جيمس ماكدويل. كان والدها، السيناتور بينتون، يرغب بصبي لكنه مضى وسماها تكريمًا لوالده، جيسي بينتون.
نشأت جيسي في واشنطن العاصمة نشأة ابن من القرن التاسع عشر أكثر منها نشأة ابنة، وقد كان والدها الشهير باسم «التوسعيّ العظيم» يرعى تعليمها الابتدائي ويعرفها على السياسيين الرائدين آنذاك، ما كان أمرًا غير معتاد في تلك الفترة. كانت جيسي وثيقة الصلة بوالدها وملتصقة بجواره. شاركها عديد الكتب والخرائط الموجودة في الحقيبة التي طالما رافقته في رحلاتهم من ميزوري إلى فيرجينيا وبالعكس. بدأت أيضًا بمشاركته حلمه في أمة تمتدّ من المحيط إلى المحيط. وبهذا الخصوص، اكتسبت ثقافة عالية في طرق البناء الاجتماعي وفروع السياسة والتاريخ والأدب واللغات. بعد إتقانها اللغتين الفرنسية والإسبانية بطلاقة، ساعدت جيسي في ترجمة مستندات حكومية.
في عام 1840 في عمر السادسة عشر، وبينما كانت تدرس وتعيش في ثانوية جورجتاون للإناث، التقت بالملازم جون سي. فريمونت الذي كان في واشنطن يعدّ تقريرًا عن استكشافات (مع جوزيف نيكوليت بصفة قائد) قام بها بين نهر ميزوري والحدود الشمالية للولايات المتحدة. صارا مخطوبين، لكن والديها عارضا الزواج حينها بسبب سنها. ربما بواسطة نفوذ الكولونيل بينتون، تلقى فريمونت بعد ذلك أمرًا من وزارة الحرب ليجري فحصًا على نهر ديه موين على الحدود الغربية. تزوجا بُعيد عودته في 19 أكتوبر 1841.

## الغرب الأمريكي
لفترة من الزمن بعد زواجهما، عاشت جيسي وزوجها في مراكز الجيش، حتى كُلف فريمونت بمهمة استكشاف الغرب واستطلاع الأراضي من أجل التوسّع الإقليمي المستقبلي للولايات المتحدة. كانت هذه المهمة هي ما بدأ صعود الزوجين إلى الشهرة.
عُقد صلح بين جيسي ووالدها عندما روّج لاسكتشافات فريمونت الشهيرة للغرب. كانت زوجة السيناتور بينتون العليلة قد أقنعته بقبول الزواج، وانتقل الزجان إلى منزل آل بينتون. ترك فريمونت زوجته الحبلى في ربيع عام 1842 ليرأس بعثته الأولى لتحديد المسارات غربًا. ومع ذلك، عاد قبل أيام من ولادة طفلتهما البكر، إليزابيث بينتون «ليلي» فريمونت، وكان ذلك في 15 نوفمبر 1842 في واشنطن العاصمة. انطلق مجددًا بعدئذٍ، تاركًا جيسي والطفلة خلفه.
صار فريمونت معروفًا باعتباره «كشّاف الغرب» بعد صدور رواية الكشاف لجيمس فينيمور كوبر. صارت جيسي، المشغوفة اهتمامًا بتفاصيل بعثته، مدوِّنته، وصارت تكتب ملاحظات بينما يصف تجاربه. بإضافة بعض لمسات الاهتمامات الإنسانية لهذه التقارير المطبوعة، كتبت وحررت قصصًا من أكثر القصص رواجًا حول المغامرات التي خاضها فريمونت أثناء استكشافه الغرب مع مستطلِعه كيت كارسون. وهكذا، زجّت نفسها في العمل الأكثر سعادة في حياتها، مترجمةً زوجها وأفعاله لجمهور متلهف للمعلومات حول فتح الغرب. لكتابتها في زمن كانت شعبية مفهوم القدر المتجلي تتزايد فيه، قوبلت هذه الحكايات بحماسة كبيرة.
كان زوجها مشتركًا على نحو عرَضي في غزو كاليفورنيا، التي جرى ضمها نتيجة للحرب المكسيكية الأمريكية. شغل منصب الحاكم العسكري الثالث في عام 1847. في وقت المحاكمة العرفية لفريمونت، والتي حاول خلالها الدفاع عن أفعاله في ثورة بير فلاغ، ولدت جيسي صبيًا سُمي بينتون فريومنت في 24 يوليو 1848 في واشنطن. ألقت باللوم عن وفاة الطفل في غضون عام في سانت لويس على متهِم زوجها، الجنرال كريمي.
في عام 1849، خاضت جيسي وليلي رحلة مفجعة وغادرة على متن سفينة لتنضم إلى فريمونت في كاليفورنيا. بعد النزول عن السفينة وعبور برزخ بنما، صعدتا على متن مركب آخر إلى سان فرانسيسكو. بالدخل الذي كان يردهم من مناجم الذهب خاصتهم، أسس آل فريمونت منزلًا واستقروا في مجتمع سان فرانسيسكو. بصفتها امرأة مُطّلعةً سياسيًا، عُرفت جيسي بانخراطها في سياسات المدينة ونقاشها مع الرجال أي قضايًا كانت مهمة آنذاك.

## حياتها السياسية
شغل جون سي. فريمونت منصب سيناتورٍ عن كاليفورنيا منذ 9 سبتمبر 1850 حتى 3 مارس 1851. وُلد ثالث أطفالهما، جون سي. فريمونت الابن في 19 أبريل 1851 في لا ماريبوسا، كاليفورنيا. بينما كان الزوجان في زيارة إلى باريس، فرنسا، وُلدت رابعة أطفالهما، آن بيفيرلي فريمونت، في الأول من فبراير 1853. توفيت آن بعد خمسة أشهر، في 11 يوليو في واشنطن. وُلد طفلهما الخامس والأخير، فرانسِس بريستون فريمونت، في 17 مايو 1855 في واشنطن.
في عام 1856، كان موقف آل فريمونت المعادي للعبودية ذو دور فعّال في اختياره بصفته أول مرشحٍ جمهوري للرئاسة على الإطلاق. لعبت جيسي دورًا فاعلًا أشدّ ما يكون في الحملة بحشدها الدعم لزوجها. كان شعار معيّن من شعارات الحملة يقول: «فريمونت وجيسي أيضًا». مع ذلك، رفض والدها، الذي كان ديمقراطيًا طوال حياته، تأييد محاولة زوجها الوصول إلى الرئاسة. لم يوقف هذا مناصري فريمونت عن الاستمرار بالإشارة إليها باعتبارها «السيدة الأولى في الأرض»، وهو لقب استمر معجبوها باستخدامه طوال حياتها.
جمع فريمونت الكثير من الأصوات الشمالية لكنه في نهاية المطاف خسر الانتخابات أمام جيمس بيوكانان، رغم أنه تفوق على مرشح الحزب الأمريكي ميلارد فيلمور. لم يكن فريمونت قادرًا على حمل ولاية كاليفورنيا. لو أنه تولى ولاية بنسيلفانيا لفاز بالرئاسة.
في السنين التالية، انتقل الزوجان عدة مرات ليعيشا في كاليفورنيا، وسانت لويس، ونيويورك. لعبَت دورًا فاعلًا في الحركة المناهضة للانفصال في كاليفورنيا عام 1861 وضمت كلًا من الوزير الوحدوي توماس ستار كينغ والكاتب بريت هارت إلى حملتها. عادوا إلى سان لويس عندما عيّن لينكولن فريمونت بصفته قائد قسم الغرب في عام 1861.
لعبت جيسي فريمونت دور العون غير الرسمي والمستشار الأقرب لزوجها. تشارك الاثنان الاعتقاد في أن سانت لويس كانت غير مستعدة للحرب وبحاجة إلى تعزيزات وإمدادات، وضغط الاثنان على واشنطن لترسل المزيد من الإمدادات والقوات. ألقَت بنفسها في المجهود الحربي، مساعِدةً في تنظيم جمعية إغاثة الجنود في سان لويس وصارت فعالةً للغاية في اللجنة الصحية الغربية، التي زودت جرحى الحرب من الجنود بالأدوية والرعاية.
حدث واحد من أكثر مآثر حياتها السياسية إثارة للإعجاب بُعيد فقدان فريمونت منصبه خلال الحرب الأهلية لإصداره بيانه الخاص لتحرير العبيد، محررًا في غير إبطاء كل العبيد في ميزوري، ما سبق إعلان تحرير العبيد خاصة لينكولن ذاته. سافرت جيسي بالفعل إلى واشنطن وناشدت لينكولن بالنيابة عن زوجها، لكن دون جدوى.

## وصلات خارجية
- أعمال جيسي بينتون فريمونت في ليبري فوكس
- جيسي بينتون فريمونت على موقع فايند أغريف